# 心斑刺尾魚
心斑刺尾魚，為輻鰭魚綱鱸形目刺尾魚亞目刺尾魚科的其中一個種,於1803年由英國生物學家 George Shaw首次正式描述，但Shaw沒有給出模式產地，也沒有已知的模式標本。

## 分布
本魚分布於太平洋區，包括吉里巴斯、薩摩亞群島、斐濟、關島、庫克群島、法屬波里尼西亞、夏威夷群島、日本、馬紹爾群島、密克羅尼西亞、馬里亞納群島、紐埃、新喀里多尼亞、越南、菲律賓、東加、墨西哥等海域。

## 深度
水深0至10公尺。

## 特徵
本魚體呈橢圓形而側扁。口小，端位，上下頜各具一列扁平齒，齒固定不可動，齒緣具缺刻。體深褐色，近黑色，下頷及鰓蓋邊緣有一淡藍色亮斑紋，吻尖內側有一個淡藍色的環，尾柄基部有一大黃斑；尾鰭半月形，背鰭、臀鰭及尾鰭灰褐色，並鑲有鮮藍色邊緣，背鰭硬棘9枚；背鰭軟條29至33枚；臀鰭硬棘3枚；臀鰭軟條26至29枚，體長可達24公分。

## 生態
本魚棲息在水質清澈的礁石區，行一夫一妻制，屬草食性，以藻類為食，尾柄有一硬棘，當遇到威脅時，會用其來自衛。

## 經濟利用
可做為食用魚或觀賞魚。